# BeTV
Be tv, anteriormente Canal+ Belgique o Canal+ TVCF (Canal+ Bélgica), es un grupo privado belga de televisión de pago creado en 2004 por Daniel Weekers.

## Historia
En diciembre de 2003, Vivendi Universal vende su filial, Canal+ Benelux, a un grupo de operadores de cable valones, Deficom y SOCOFE interesados en la zona francófona, asociados a Telenet. Este consorcio está liderado por Daniel Weekers, quien fue director ejecutivo de Canal+ Bélgica durante diez años.
La marca Canal+ Belgique fue abandonada en marzo de 2005, y se eligió el nombre de Be tv para la nueva estructura.
El inicio oficial de la nueva oferta bajo el nombre de Be TV tuvo lugar el 29 de octubre de 2004. Esta oferta se compone de varios "universos":
- Be Premium, sustituyendo la oferta de tres canales de Canal+ Belgique (Canal+, Canal+ Bleu y Canal+ Jaune) por nueve canales temáticos.

- Be Bouquets, que muestra los canales emitidos anteriormente bajo el nombre de "Le Bouquet" (asociación de Canal+ Bélgica - distribuidores de cable). Esta oferta consta de más de cincuenta canales, principalmente de Canalsat.

- Be à la séance, el primer paso de los servicios interactivos, lanzado en diciembre de 2004. Be à la séance, es cine a la carta, en 8 canales. Ya no está disponible desde el 27 de agosto de 2012.

La alta definición se presenta en el segundo semestre de 2010. Be 1 HD es el primer canal "Premium" que cambia a este nuevo formato.
Be Sport 1 HD es el segundo canal que pasa a la alta definición y a partir del 29 de agosto de 2012 Be Séries HD y Be Ciné HD.
En 2014, Be tv lanza Be tv Go, un servicio que permite ver contenido exclusivo de Be tv en el ordenador (PC/Mac), tableta (Android/iOS) y XBOX One.
Desde el 2 de mayo de 2016, Be tv está modernizando sus ofertas y ha cambiado su apariencia.

## Recepción
Para suscribirse, hay que suscribirse a un operador de cable belga o luxemburgués.
Dado que en Bélgica cada municipio otorga una concesión a un solo operador de cable, los habitantes se enfrentan, por tanto, a una situación de monopolio a nivel municipal y no pueden suscribirse al servicio de Be tv. Los suscriptores de Belgacom TV, los habitantes sin cobertura de televisión por cable o los usuarios de antenas parabólicas no pueden recibir los canales.
Desde el 1 de febrero de 2016, Be tv también está disponible en el operador de IPTV POST Luxembourg.

## Organización

### Capital
El capital está en manos de:
- Applications Câble Multimedia (ACM) : 50,10 %
- NewIco : 33 %
- Tecteo : 13,80 %
- Socofe : 3,10